# Нойзорг
Нойзорг (нем. Neusorg) — община в Германии, в земле Бавария. 
Подчиняется административному округу Верхний Пфальц. Входит в состав района Тиршенройт. Подчиняется управлению Нойзорг.  Население составляет 1940 человек (на 31 декабря 2010 года). Занимает площадь 17,85 км².
Коммуна подразделяется на 9 сельских округов.

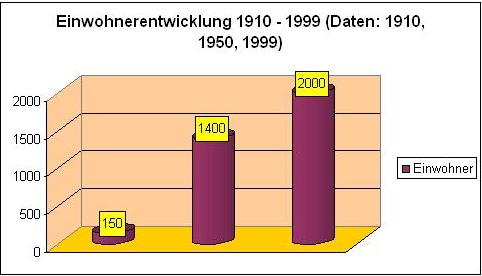
Нойзорг